# Mjao-Jao jezici
Hmong-Mien jezici ili Mjao-Jao jezična porodica iz južne Kine, obuhvaća (35) jezika; po novijoj klasifikaciji 38.
A) hmong (29)
a1. bunu (4): bunu (4 jezika: younuo, wunai, bu-nao, jiongnai.
a2. chuanqiandian (prije 19; danas 22 nakon što je hmong njua [blu] (podijeljen na 4 jezika: hmong njua [hnj]; chuanchientien miao [cqd]; horned miao [hrm]; small flowery miao [sfm]): hmong (14 jezika: južni mashan, središnji huishui, sjeveroistočni dian, istočni huishui, jugozapadni guiyang, jugozapadni huishui, sjeverni huishui, chonganjiang, luopohe, središnji mashan, sjeverni mashan, zapadni mashan, južni guiyang, sjeverni guiyang), hmong daw, hmong dô, hmong don, hmong shua.
a3. Pa-hng (1), Kina: pa-hng .
a4. qiandong (3), Kina: hmong (3 jezika: sjeverni qiandong, istočni qiandong, južni qiandong.
a5. xiangxi (2), Kina: hmong (2 jezika: zapadni xiangxi, istočni xiangxi)
B) Ho Nte (1), Kina: she.
C) mien (5)
c1. Biao-Jiao (1), Kina: biao-jiao mien
c2. Mian-Jin (3), Kina: biao mon, iu mien, kim mun.
c3. Zaomin (1) Kina: dzao min.

## Vanjske poveznice
- Ethnologue (14th)
- Ethnologue (15th)
- Familia Hmong-Mien